# Satyrium borealis
Satyrium borealis är en fjärilsart som beskrevs av Lafontaine 1969. Satyrium borealis ingår i släktet Satyrium och familjen juvelvingar.